# Thulium(II)-bromid
Thulium(II)-bromid ist eine anorganische chemische Verbindung des Thuliums aus der Gruppe der Bromide.

## Gewinnung und Darstellung
Thulium(II)-bromid kann durch Reduktion von Thulium(III)-bromid mit Thulium im Vakuum bei 800 bis 900 °C gewonnen werden.
{\displaystyle \mathrm {Tm+2\ TmBr_{3}\longrightarrow 3\ TmBr_{2}} }

## Eigenschaften
Thulium(II)-bromid ist ein dunkelgrüner Feststoff. Die Verbindung ist äußerst hygroskopisch und kann nur unter sorgfältig getrocknetem Schutzgas oder im Hochvakuum aufbewahrt und gehandhabt werden. An Luft geht Thulium(II)-bromid unter Feuchtigkeitsaufnahme in Hydrate über, die aber instabil sind und sich mehr oder weniger rasch unter Wasserstoff-Entwicklung in Oxidbromide verwandeln. Mit Wasser spielen sich diese Vorgänge noch sehr viel schneller ab. Die Verbindung besitzt eine Kristallstruktur vom Strontiumiodid-Typ.